# Itinerarium Regis Ricardi
Das Itinerarium Regis Ricardi ist eine lateinische Prosa-Erzählung über König Richard I. von England und seine Teilnahme am Dritten Kreuzzug 1189 bis 1192. Der vollständige Titel lautet Itinerarium Peregrinorum et Gesta Regis Ricardi, das Werk ist im 12. Jahrhundert entstanden.
Weil dem Werk Verse von Galfredus de Vino Salvo auf Richard beigefügt sind, wurde es von dem Kopisten der Cambridger Handschrift (Corp. Christ. Coll. 129, 13. Jh.) und hieran anknüpfend von dem Herausgeber Thomas Gale (Historiae Anglicanae scriptores quinque, Oxford 1687) Galfred zugeschrieben und dann aufgrund dieser Zuschreibung als Bericht eines Zeit- und möglichen Augenzeugen eingestuft. Die neuere Forschung hat diese Zuschreibung korrigiert und ist der in einigen Handschriften und bei Nikolaus Treveth (Annales sex regum Angliae, bis 1307) bezeugten Zuschreibung an einen Richard, Kanoniker von Holy Trinity in London, gefolgt und ordnet das Werk ein als eine um 1222 aus verschiedenen Quellen erarbeitete Kompilation. Als Quellen werden heute mindestens zwei verlorene Berichte angenommen.

## Ausgaben
- Hans Eberhard Mayer: Das Itinerarium peregrinorum. Eine zeitgenössische englische Chronik zum dritten Kreuzzug in ursprünglicher Gestalt. Stuttgart 1962.